# 惩戒部队
惩戒部队（又称惩罚部队）是一种由被囚的平民或軍人组成的部队。在这种部队中服役被当做是一种与监禁和死刑并列的刑罚。

## 起源
在拿破仑战争时期出现了大量违反军纪的士兵，惩戒部队这一概念首先出现此时期。拒绝面对敌人的士兵被视为国家的耻辱和破坏军队的团结。惩戒部队的创编成被当做一种维持部队凝聚力和处罚违纪士兵的方式。此外，在战争时期许多国家为了更好地利用国家的人力资料，将关押的罪犯征召进入惩戒部队。惩戒部队不被重视，而且经常被派去执行危险任务。

## 纳粹德国
- 德意志國防軍懲戒部隊
- 武装党卫队第500伞兵营

## 苏联
- 苏联红军惩戒营

## 俄羅斯
俄羅斯入侵烏克蘭後，俄羅斯國防部（風暴Z連）及私人軍事服務公司瓦格納集團，亦曾先後以「作戰後可提早獲釋」為招徠，聘用俄國囚犯組建懲戒部隊。

## 流行文化
- 加里森敢死队：1967年美国电视剧。
- 敢死连之无名高地（英语：On the Nameless Height）：2004年俄罗斯电影。
- 机动战士高达 MS IGLOO 2 重力战线——第三集《敖德萨，钢铁风暴！》：2009年日本OVA动画。
- 戰爭之人：負罪英雄（英语：Men of War: Condemned Heroes）： 2012年戰略RTS遊戲
- 皇牌空战7：2019年空战游戏